# Church Point, New South Wales
Church Point är en förort till Sydney i Australien. Den ligger i kommunen Northern Beaches och delstaten New South Wales, i den sydöstra delen av landet, omkring 25 kilometer norr om centrala Sydney. Antalet invånare är 1 121.